# Мотов, Александр Григорьевич
Александр Григорьевич Мотов (21 августа 1900 года, с. Знаменское, Керенский уезд, Пензенская губерния — 14 октября 1954 года, Москва) — советский военный деятель, генерал-майор (4 июня 1940 года).

## Начальная биография
Александр Григорьевич Мотов родился 21 августа 1900 года в селе Знаменское Керенского уезда Пензенской губернии.
Работал в механических мастерских помещика Долгорукова в с. Липовка (Тамбовская губерния), а с января 1918 года — табельщиком и секретарём рабочего комитета в механических мастерских Знаменского совхоза.

## Военная служба

### Гражданская войны
В июне 1918 года Мотов вступил в рабочий отряд Знаменского совхоза, который был передислоцирован на ст. Рузаевка, где был вооружён и направлен в район Сызрань — ст. Батраки, а в конце июля вернулся в с. Знаменка.
В июне 1919 года призван в ряды РККА и направлен в 6-й запасной Приволжский полк, в августе того же года переведён в штаб 2-го стрелкового полка (1-я особая бригада), где служил на должностях младшего и старшего переписчика, а в феврале 1920 года — в 524-й стрелковый полк (35-я стрелковая дивизия), в составе которого, находясь на должностях помощника заведующего оружием и для поручений при командире батальона, принимал участие в боевых действиях в Челябинском уезде против войск под командованием А. В. Колчака.

### Межвоенное время
В феврале 1921 года направлен на учёбу на 6-е Сибирские пехотные курсы, вскоре преобразованные в 9-ю Иркутскую пехотную школу, одновременно служил на должностях командира отделения, помощника командира взвода и старшины роты. После окончания учёбы в декабре 1923 года направлен в 144-й Кимрский стрелковый полк (48-я стрелковая дивизия), где служил на должностях командира отделения, взвода полковой и дивизионной школ, помощника командира роты.
В мае 1926 года назначен на должность помощника командира по строевой части 50-й отдельной имени тов. Чичерина местной стрелковой роты по охране НКИД, где также последовательно исполнял должности военкома роты, командира роты. В декабре 1929 года направлен на учёбу на вечерний факультет Военной академии имени М. В. Фрунзе, одновременно с этим в марте 1931 года назначен на должность командира 15-й отдельной местной стрелковой роты. После окончания учёбы в апреле 1932 года назначен на должность инструктора-руководителя по переписке начсостава запаса, а в августе 1933 года — на должность начальника учебной части и исполняющего должность начальника Московского учебного центра.
В июне 1934 года направлен в штаб Московского военного округа, где назначен на должность начальника 3-го сектора 6-го отдела, а в марте 1935 года — на должность помощника начальника этого отдела. В ноябре того же года направлен на учёбу на военно-исторические курсы при Военной академии имени М. В. Фрунзе, которые в конце 1936 года были расформированы, и в январе 1937 года капитан А. Г. Мотов назначен на должность помощника начальника 2-го отделения 6-го отдела Генштаба РККА, в марте 1938 года — на должность помощника начальника по учебно-строевой части Московского военного училища имени ВЦИК, а 12 апреля — на должность начальника этого же училища.
11 июля 1940 года направлен в Военную академию имени М. В. Фрунзе, где был назначен на должность старшего преподавателя кафедры военного искусства, а 3 апреля 1941 года — на эту же должность на кафедре общей тактики.

### Великая Отечественная война
С началом войны находился на прежней должности. В декабре 1941 года назначен на должность начальника курсов по подготовке командиров академии, а 10 февраля 1942 года — на должность начальника курса.
В июне 1943 года генерал-майор А. Г. Мотов зачислен в распоряжение Главного управления кадров НКО и 11 июля назначен на должность заместителя командира 78-й гвардейской стрелковой дивизии, которая принимала участие в боевых действиях в ходе Курской битвы, а также в Белгородско-Харьковской наступательной операции и битве за Днепр. В период с 18 сентября по конец октября лечился в госпитале в связи с болезнью, после выздоровления вернулся на прежнюю должность. 19 декабря назначен на должность командира этой же дивизии, которая вскоре принимала участие в боевых действиях в Корсунь-Шевченковской, Уманско-Ботошанской и Львовско-Сандомирской наступательных операциях, после чего перешла в оборону на Сандомирском плацдарме, с которого в январе 1945 года перешла в наступление и приняла участие в ходе Сандомирско-Силезской и Верхне-Силезской операциях. В марте генерал-майор А. Г. Мотов сдал командование дивизией генерал-майору З. Т. Трофимову, после чего в связи с болезнью лечился в санатории «Архангельское» и Главном военном госпитале в Москве.

### Послевоенная карьера
В сентябре 1945 года назначен на должность начальника Горьковских курсов усовершенствования офицеров пехоты, а 19 января 1946 года направлен в Военную академию имени М. В. Фрунзе, где был назначен на должность начальника курса, в октябре того же года — на должность начальника учебного отделения курсов усовершенствования командиров стрелковых дивизий, а в октябре 1949 года — на должность начальника курса военно-исторического факультета.
Генерал-майор Александр Григорьевич Мотов умер 14 октября 1954 года в Москве.

## Воинские звания
- Комбриг (21 января 1939 года);
- Генерал-майор (4 июня 1940 года).

## Награды
- Орден Ленина (21.02.1945);
- Четыре ордена Красного Знамени (01.04.1944, 03.11.1944, 12.01.1946, 15.11.1950)
- Орден Суворова 2 степени (06.04.1945);
- Орден Кутузова 2 степени (23.09.1944);
- Орден Отечественной войны 1 и 2 степени;
- Медали.